# Mindanaose blauwe waaierstaart
De Mindanaose blauwe waaierstaart (Rhipidura superciliaris) is een zangvogel uit de familie Rhipiduridae (waaierstaarten). 

## Verspreiding
De Mindanaose blauwe waaierstaart komt voor op het eiland Mindanao in het zuiden van de Filipijnen. Er zijn twee ondersoorten:
- R. s. apo: Mindanao (niet in het westen).
- R. s. superciliaris: Basilan en westelijk Mindanao.

## Status
De grootte van de populatie is niet gekwantificeerd maar de soort wordt omschreven als zeer algemeen. Op de Rode lijst van de IUCN heeft deze soort de status niet bedreigd.